# Cloister (police de caractères)
Cloister est une police de caractères à empattements créée par Morris Fuller Benton et publiée par la fonderie American Type Founders (ATF) en 1913,. Elle est vaguement basée sur le caractère utilisé dans les publications de Nicolas Jenson à Venise dans les années 1470, dans ce que l’on appelle maintenant les polices d’écriture « humanes ». American Type Founders l’a présentée comme une police à empattements rafinée mais hautement utilisable, adaptée à la fois au corps du texte et à l’affichage. 

## Caractères en métal
Pour assurer sa polyvalence, Cloister a été dessiné avec une large sélection de tailles et de graisses. Dont notamment un italique (selon la conception de l’ATF, car l’italique n’existait pas à l’époque de Jenson) avec des majuscules ornées, un style en double ligne et Cloister Initials, un style avec des lettrines ornées par Frederic Goudy. La pratique consistant à créer une large gamme de variantes d’un caractère populaire était une pratique standard d’ATF afin de capitaliser sur la popularité d’une telle police et permettre une mise en page et une conception graphique cohérentes ; son livre de spécimens de 1923 décrivait son approche de la création de familles qui pourraient permettre à la police de « répondre rapidement avec des niveaux d’emphase variables et une puissance orchestrale … le client [a] perçu qu'un catalogue ou une publicité placé dans une famille de types avait plus d'influence … que si son message au public était confondu par un mélange de types d'affichage. »
Contrairement à de nombreuses autres polices de caractères American Type Founders, Cloister a été moulé sur la « ligne d'art » plutôt que sur la « ligne commune » standardisée de type métal américain utilisée à l'époque. Cela signifiait qu'il était moulé avec la zone de la police au-dessus de la ligne de base plus petite que la normale, de sorte que les descendants pouvaient être d'une longueur longue et historiquement précise.   ATF a publié une conception de lettre noire sous le nom de "Cloister Black"; ceci et un ensemble de Cloister Borders ont été les premières polices ATF à utiliser le nom, avant la sortie de Cloister Old Style,.  Plus tard, le Cloître a été libéré sur des machines de composition en métal chaud telles que celle de Linotype, Intertype et Monotype, et des poids supplémentaires ont été créés pour ceux-ci. 
Cloister a été quelque peu nommé par les imprimeurs dans la période de type métal, avec "Cloister Old Style", "Cloister Oldstyle", "Cloister Old Face" et "Cloister Oldface" tous utilisés pour s'y référer.

## Police numérique

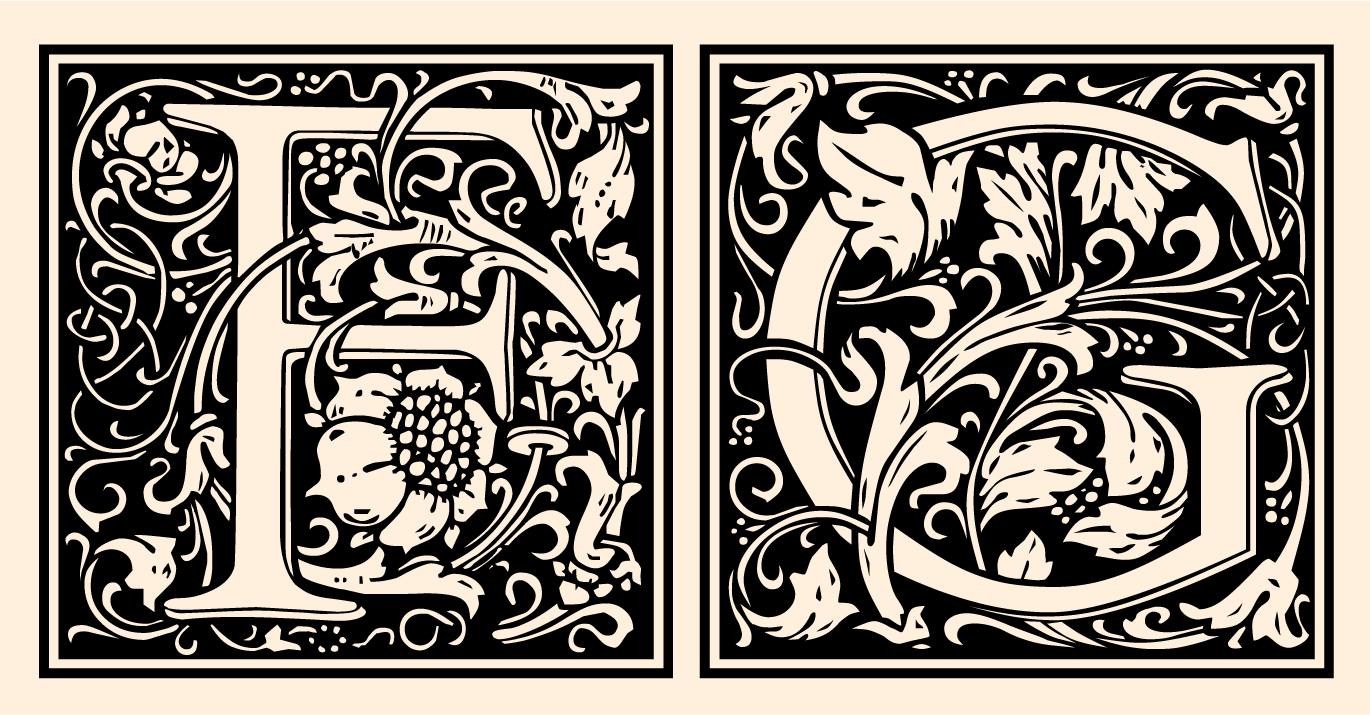
LTC Goudy Initials, une numérisation moderne des Cloister Initials de Frederic Goudy.

Une numérisation de la police Cloister a été publiée par P22 et une autre par URW ,,. Les initiales du cloître de Goudy, très estimées en elles-mêmes, ont également été numérisées par P22 et par Dieter Steffmann,. Cloister Black a également été numérisé séparément,.